# غواصة يو-104
كانت الغواصة يو-104 واحدة من 329 غواصة خدمت في البحرية الإمبراطورية الألمانية خلال الحرب العالمية الأولى.
أطلقت في 3 يوليو 1917 ودخل الخدمة في 12 أغسطس 1917. أكملت أربع دوريات أغرقت فيها ثماني سفن من إجمالي 10،795.